# Публий Нигидий Фигул
Пу́блий Ниги́дий Фигу́л (лат. Publius Nigidius Figulus; родился не позже 98 года до н. э. — умер в 45 году до н. э.) — римский государственный деятель и философ из плебейского рода Нигидиев, претор в 58 году до н. э. Представитель латинского неопифагореизма Нигидий считался вторым после Марка Теренция Варрона учёным в Риме. Являясь другом Цицерона, осенью 63 года до н. э. вместе с женой и братом последнего всячески содействовал раскрытию заговора Катилины. Участвовал в гражданской войне 49—45 годов до н. э. на стороне республиканцев, был пленён Цезарем, но, в отличие от других оптиматов, не получил прощения диктатора и скончался в изгнании.

## Происхождение
По всей видимости, Публий Нигидий по рождению принадлежал к плебейской ветви патрицианского рода Марциев, основатель которого, Марк Марций, происходил из сабинского города Кур и являлся родственником второго, согласно античной традиции, римского царя Нумы Помпилия, вместе с которым в своё время перебрался в Рим и ещё при жизни царя был возведён последним в сенаторское сословие. Какие-либо письменные или эпиграфические сведения о родном или приёмном отце Фигула в источниках отсутствуют; среди антиковедов существует мнение, что Публий являлся всего лишь потомком претора около 144 года до н. э.

## Биография
Нигидий был известен своей дружбой с Марком Туллием Цицероном, которого поддерживал, являясь сенатором, при подавлении заговора Катилины. Следовательно, квестуру Публий мог занимать до 63 года до н. э. Когда в конце 60 года до н. э. в Риме молодой нобиль Марк Целий Руф, начинавший свою гражданскую карьеру, заочно привлёк за злоупотребления властью в Македонии наместника этой восточной провинции Гая Антония Гибриду, Нигидий «грозился на народных сходках привлечь к ответственности всякого судью», который не явится на предстоящий суд. Немецкий филолог Вильгельм Кролль, отталкиваясь от сообщения Цицерона, допускает, что Фигул в это время являлся эдилом, датируя его магистратуру 60 годом до н. э.; впрочем, некоторые исследователи полагают, что он мог входить в состав коллегии народных трибунов, отнеся это событие к 59 году до н. э. После имя Нигидия в числе прочих должностных лиц упомянуто в одном из писем Цицерона к своему брату, когда над оратором нависла реальная угроза политического изгнания: в нём Марк Туллий говорит, что новоизбранные преторы, среди которых значился и Фигул, «очень дружественны мне и очень смелые граждане», подчёркивая при этом своё особое расположение к ним. Основываясь на том, что Публий выведен Цицероном в качестве собеседника в его латинском переводе платоновского «Тимея», написанного в 51 году до н. э., канадский учёный Р. Броутон предположил, что Нигидий мог служить легатом у Квинта Минуция Терма в Азии, откуда он отбыл в июле 51 года.
С началом междоусобной войны 49—45 годов до н. э. Нигидий Фигул примкнул к помпеянцам. По всей видимости, в одном из сражений он попал в плен; несмотря на широко применявшуюся Гаем Юлием Цезарем «политику милосердия», прощения не получил и скончался в ссылке в 45 году до н. э.
Известно, что он предсказал отцу недавно родившегося Августа, что тот станет «владыкой мира».

## Оценка сочинений
Сочинения его, дошедшие до нас только в отрывках, касаются грамматики, религии и естествоведения. Самый важный труд Нигидия Фигула по грамматике — «Commentarii grammatici», отводивший много места орфографии. В сочинении Hигидия Фигула: «De diis» (О богах) речь шла как об именах богов, так и об их почитании. Кроме того, он писал сочинения о религиозном прорицании (divinatio): «De augurio privato», «De extis» и об истолковании сновидений. Из его сочинений по естествознанию известны «Sphaera graecanica» и «Sphaera barbarica» — астрономически-астрологического характера, «De vento», «De animalibus» и «De hominum naturalibus».
Сочинения Нигидия Фигула, вследствие крайней темноты изложения, были доступны, по-видимому, только специалистам и никогда не имели распространения среди большой публики.

## Фрагменты трудов
- Publii Nigidii Figuli operum reliquiae, coll. A. Swoboda. Pragae, 1889;
- Dora Liuzzi. Nigidio Figulo «astrologo e mago». Testimonianze e frammenti. Milella, Lecce 1983, ISBN 88-7048-063-1.